# لي غوردون (رجل أعمال)
لي غوردون (بالإنجليزية: Lee Gordon)‏ هو شخصية أعمال أمريكي، ولد في 8 مارس 1923 في ديترويت في الولايات المتحدة، وتوفي في 7 نوفمبر 1963 في كنزينغتون في المملكة المتحدة.